# Струве, Генрих Антонович
Генрих Антонович Струве (Генрих Кристоф Готфрид фон Струве; нем. Heinrich Christoph Gottfried von Struve; 10 января 1772, Регенсбург, — 9 января 1851, Гамбург) — дипломат на российской службе и минералог.

## Биография
Изучал политику и юриспруденцию в Эрлангене и Бонне. В 1796 году поступил на российскую дипломатическую службу, последовав примеру отца и старшего брата.
В 1801—1805 годах секретарь дипломатической миссии в Штутгарте, затем в Вене, в 1809—1812 годах в Касселе.
В 1813—1814 годах неофициальным образом исполнял дипломатические поручения российского правительства в Гамбурге, в 1815 году занял должность российского консула в Гамбурге, с 1820 года там же министр-резидент; с 1827 года по совместительству также в Любеке и Бремене, с 1829 года и в Ольденбурге.
В 1843 году должность Струве была официально наименована как чрезвычайный посланник при Ганзейских городах.
Занимался минералогией, опубликовал «Труды по минералогии, преимущественно в отношении Вюртемберга и Шварцвальда» (нем. Mineralogische Beiträge, vorzüglich in Hinsicht auf Würtemberg und den Schwarzwald; Гота, 1807) и «Минералогия и геология Северной Америки» (нем. Beiträge zur Mineralogie und Geologie dei nördlichen Amerika; Гамбург, 1822).
Почётный гражданин Гамбурга (1843).

## Семья
- Сын — Струве, Антон Себастьян фон
- Дочь —Тереза фон Лютцов, писательница.
- Брат — Струве, Иоганн Кристоф Густав фон.

## Членство в организациях
- 1816 — Член-корреспондент, 1828 — почётный член Санкт-Петербургской академии наук.
- 1822 — Академия Леопольдина[2]

## Память
В честь Генриха Струве назван минерал струвит, впервые описанный в Гамбурге в 1845 году.